# 麥地那伊斯蘭大學
麥地那伊斯蘭大學（阿拉伯語: الجامعة الإسلامية بالمدينة المنورة）是一所由沙特阿拉伯政府行政命令指定，於1961年（伊斯蘭歷1381年）建立的大學，位於聖城麥地那。學校教授伊斯蘭教教法、聖訓及阿拉伯語等內容。

## 知名校友
- 哈迪阿旺，马来西亚伊斯兰党主席。

## 外部連結
- Official University Website
- Official Website of The University's British Students（页面存档备份，存于）

24°28′50″N 39°33′53″E / 24.48056°N 39.56472°E